# Нью-Гейвен (Міссурі)
Нью-Гейвен (англ. New Haven) — місто (англ. city) в США, в окрузі Франклін штату Міссурі. Населення — 2414 особи (2020).

## Географія
Нью-Гейвен розташований за координатами 38°36′18″ пн. ш. 91°13′4″ зх. д. / 38.60500° пн. ш. 91.21778° зх. д. (38.605006, -91.217775).  За даними Бюро перепису населення США в 2010 році місто мало площу 8,95 км², з яких 8,53 км² — суходіл та 0,42 км² — водойми.

## Демографія
Згідно з переписом 2010 року, у місті мешкало 2089 осіб у 818 домогосподарствах у складі 533 родин. Густота населення становила 233 особи/км².  Було 905 помешкань (101/км²).
Расовий склад населення:
| - 95,1 % — білих - 0,7 % — чорних або афроамериканців - 0,6 % — корінних американців - 0,3 % — азіатів - 1,7 % — осіб інших рас |

До двох чи більше рас належало 1,6 %. Частка іспаномовних становила 2,1 % від усіх жителів.
За віковим діапазоном населення розподілялося таким чином: 25,9 % — особи молодші 18 років, 57,4 % — особи у віці 18—64 років, 16,7 % — особи у віці 65 років та старші. Медіана віку мешканця становила 36,5 року. На 100 осіб жіночої статі у місті припадало 87,4 чоловіків;  на 100 жінок у віці від 18 років та старших — 84,3 чоловіків також старших 18 років.
Середній дохід на одне домашнє господарство  становив 51 991 долар США (медіана — 47 813), а середній дохід на одну сім'ю — 58 221 долар (медіана — 56 250). Медіана доходів становила 40 559 доларів для чоловіків та 29 792 долари для жінок. За межею бідності перебувало 9,5 % осіб, у тому числі 11,9 % дітей у віці до 18 років та 5,2 % осіб у віці 65 років та старших.
Цивільне працевлаштоване населення становило 1033 особи. Основні галузі зайнятості: освіта, охорона здоров'я та соціальна допомога — 25,7 %, виробництво — 25,3 %, роздрібна торгівля — 13,6 %, будівництво — 10,6 %.